# Cryptophiale kakombensis
Cryptophiale kakombensis är en svampart som beskrevs av Kris A. Pirozynski 1968. Cryptophiale kakombensis ingår i släktet Cryptophiale, divisionen sporsäcksvampar och riket svampar.   Inga underarter finns listade i Catalogue of Life.